# 강시선생
《강시선생》(殭屍先生, Mr. Vampire, 미스터 뱀파이어)은 유관위 감독의 데뷔 작품으로서 홍금보에 의해 제작된 1985년 홍콩 코미디 호러(comedy horror) 영화이다. 주연은 임정영, 허관영, 전소호이다. 이 영화의 흡혈귀는 강시에 기반을 둔다. 이 영화는 타이완에서는 잠시정지호흡(暫時停止呼吸)이라는 제목으로 개봉되었다. 이 영화는 1980년대 홍콩의 강시 장르의 큰 성공을 거두었다.

## 캐스팅
- 임정영 - Master Kau (九叔)
- 허관영 - Man-choi (文才)
- 누남광 - Wai (阿威)
- 원화 - 강시

## 한국어 더빙 성우진(SBS, 1997년 8월 1일)
- 김준 - 구씨 (임정영)
- 엄주환 - 문재 (허관영)
- 홍시호 - 추생 (전소호)
- 김수경 - 정정 (이새봉)
- 강희선 - 소옥 (왕소봉)
- 이강식
- 성선녀
- 이인성
- 이종혁
- 박상훈
- 김일

## 개봉

### 온라인
강시선생은 한때 넷플릭스와 스카이 플레이어(현재의 스카이 고)에서 시청이 가능했다.

## 같이 보기
- 강시선생 시리즈